# Associazione Sportiva Taranto 1968-1969
Questa pagina raccoglie le informazioni riguardanti l'Associazione Sportiva Taranto nelle competizioni ufficiali della stagione 1968-1969.

## Rosa
| N. |                   | Ruolo | Calciatore            |
| -- | ----------------- | ----- | --------------------- |
|    | Italia (bandiera) | C     | Ignazio Arcoleo       |
|    | Italia (bandiera) | P     | Piero Baroncini       |
|    | Italia (bandiera) | A     | Bruno Beretti         |
|    | Italia (bandiera) | P     | Giancarlo Bertini     |
|    | Italia (bandiera) | D     | Mario Biondi          |
|    | Italia (bandiera) | C     | Enrico Casini         |
|    | Italia (bandiera) | A     | Ferdinando Di Stefano |
|    | Italia (bandiera) | C     | Gino Gagliardelli     |
|    | Italia (bandiera) | C     | Mario Fabrizi         |
|    | Italia (bandiera) | A     | Livio Ferraro         |

| N. |                   | Ruolo | Calciatore        |
| -- | ----------------- | ----- | ----------------- |
|    | Italia (bandiera) | D     | Mario Jannarilli  |
|    | Italia (bandiera) | A     | Luigi Lobascio    |
|    | Italia (bandiera) | A     | Giuseppe Malavasi |
|    | Italia (bandiera) | D     | Alfredo Napoleoni |
|    | Italia (bandiera) | A     | Urano Navarrini   |
|    | Italia (bandiera) | A     | Pier Luigi Pucci  |
|    | Italia (bandiera) | D     | Adamo Puccini     |
|    | Italia (bandiera) | D     | Raffaello Rondoni |
|    | Italia (bandiera) | C     | Marco Tartari     |
|    | Italia (bandiera) | D     | Armando Zuccali   |